# NGC 4920
NGC 4920 ist eine 13,5 mag helle irreguläre Galaxie vom Typ IBm (das B steht für Bar, einen zentralen Balken) im Sternbild Jungfrau.
Das Objekt wurde zweimal entdeckt: zuerst im Jahr 1882 von Ernst Wilhelm Leberecht Tempel (Beobachtung geführt als NGC 4920); danach am 16. April 1895 von Guillaume Bigourdan (geführt als IC 4134).